# Pseudoporcellanella
Pseudoporcellanella is een geslacht van kreeftachtigen uit de klasse van de Malacostraca (hogere kreeftachtigen).

## Soort
- Pseudoporcellanella manoliensis Sankarankutty, 1962